# Maurice Martin (peintre)
Pour les articles homonymes, voir Maurice Martin et Martin.
 (janvier 2015).
Maurice Martin est un peintre paysagiste français né à Mormant le 19 juillet 1894 et mort à Paris le 1er juillet 1978.

## Biographie
Maurice Martin est né le 19 juillet 1894 à Mormant, où il passe toute son enfance. Écolier doué, il passe ses loisirs à dessiner. Son père le fait travailler dans l’entreprise familiale de peinture en bâtiment. La famille vient alors s’installer à Paris vers 1910 et le jeune peintre continue à travailler dans l’entreprise paternelle jusqu’en 1914 regrettant de ne pouvoir étudier aux Beaux Arts.
Appelé au mois d’août 1914 à Lisieux pour une préparation militaire, il part au front trois mois après, affecté au 149e régiment d'infanterie de ligne. Blessé au bras gauche, il sera cité trois fois à l’ordre du régiment et de son corps d’armée à Verdun. Hospitalisé à Lyon, il occupe sa convalescence à peindre et à dessiner. En 1917 il retourne au régiment à Lisieux, ville dont il peint les vieilles rues et la Rue aux fèves notamment.
De 1919 à 1922, il crée sa propre entreprise dans les régions sinistrées puis en 1922, il retourne à Paris où il se marie avec Marguerite Boisset (1896-1980) avec laquelle il aura deux enfants.
Tout au long de sa vie professionnelle, il consacrera son temps disponible à fréquenter les ateliers de peinture, entre autres l’atelier de la Grande Chaumière et celui de Pierre-Gaston Rigaud.
Il expose à partir de 1932 au Salon des indépendants, au Salon d'automne, et surtout au Salon des artistes français. Il participe au Salon de la Marine et au Salon Comparaisons.
En 1936, il obtient une mention honorable au Salon des Artistes français pour Le Quai des laveuses à Moret ainsi que le Prix Paul Liot et en 1942 une médaille d’argent à ce même salon. En 1946, toujours à ce Salon il obtient la Médaille d’or ainsi que le prix Corot et le Prix Rosa Bonheur. En 1950, année à partir de laquelle il se consacre pleinement à son art, il reçoit le prix du Maroc, en 1960 celui de Madagascar et celui de Tunisie en 1969. Au-delà de ces nombreuses récompenses, il reçoit également des bourses qui lui permettront de travailler dans les pays concernés en 1951 au Maroc, de décembre à juin 1961 à Madagascar et en 1969 en Tunisie.
Il meurt à Paris en 1978 après avoir travaillé jusqu’au bout dans la crainte de l’infirmité qui l’empêcherait de s’exprimer picturalement.

## Distinctions
- Président de l’Association des paysagistes français
- Lauréat du Salon des artistes français, du Salon d'automne, du Salon des indépendants, du Salon de la Marine
- Membre du Comité et Vice-Président du salon d’Hiver
- Membre du Jury et du Comité des Artistes Français de 1968 à 1978
- Chevalier de la Légion d’Honneur au titre des Beaux Arts
- Officier de l’instruction Publique
- Prix des Paysagistes français
- Vase de Sèvres offert par le Président de la République
- Médaille d’Or aux salons de Fontainebleau, Juvisy, Asnières, Troyes, Nemours
- Médaille d’Honneur au salon de Clichy
- 1936 : Mention honorable au Salon des Artistes français pour le Quai des Laveuses à Moret
- Prix Paul Liot
- 1943 : Prix des paysagistes
- 1942 : Médaille d’Argent au salon des Artistes français
- 1946 : Médaille d’Or au même Salon Prix Corot
- 1950 : Prix du Maroc et bourse de voyage en 1951
- 1955 : Médaille d’argent de la Ville de Paris
- 1956 : Médaille d’Or Salon des Artistes français
- 1960 : Médaille du conseil général de la Seine
- 1960 : Prix de Madagascar et bourse de voyage
- 1969 : Prix de Tunisie 1969
- 1970 : Prix Rosa Bonheur

## Muséographie
Les toiles de Maurice Martin acquises par l'État Français et la ville de Paris ou par les administrations nationales étrangères sont visibles :
- en France :
  - au musée de l'Île-de-France au château de Sceaux,
  - au musée de l'histoire de l'immigration à Paris Porte Dorée,
  - au musée des peintres anciens combattants de l'hôtel des Invalides,
  - au musée de Belfort,
  - au musée de Nemours,
  - au musée de Montbard,
  - à l'hôtel de ville de Paris,
  - à l'hôtel de ville de Moret-sur-Loing
  - au Conseil supérieur de la magistrature,
  - dans les locaux du ministère de la Culture ;
- à l'étranger :
  - au musée de Rabat,
  - au musée de Tananarive.

## Expositions

### Expositions à l'étranger
- Galerie Rudolf Otto - Vienne
- Londres - 1975
- Tokyo, Kyoto, Osaka
- Galerie Herbert Arnot - New York (www.arnoart.com)
- Klein Gallery - Los Angeles
- Galerie Rembrandt - Bruxelles
- Musée Pouchkine à Moscou et Hermitage à St Petersbourg

### Expositions particulières en France
- Paris, Lille, Amiens, Bruxelles, Lyon, St Étienne, Nantes, Chantilly.

### Expositions rétrospectives
- 27 mars 1969 : Vente des ateliers de Maurice Martin et Edmond Daynes, Claude Robert, commissaire-priseur, Hôtel Drouot, Paris[2].
- 1981 : Galerie Drouant à Paris.
- 1983 et 1986 : Galerie des orfèvres à Paris.
- 2011 : Galerie du Pont Neuf à Paris.
- 2012 : Musée de Moret sur Loing.

## Inspiration
Comme Alfred Sisley, puis Pierre Eugène Montézin qu’il rencontrera souvent, il est inspiré par la vallée du Loing, l’Île-de-France et la Touraine.

### Touraine
Maurice Martin commence à peindre en Vendômois vers 1925 et il revient régulièrement. Il installera son chevalet à Troo, à Saint-Jacques-des-Guérets, à Montoire et surtout à Lavardin où il possède une maison. Des amis peintres l'y rejoindront.

### Île-de-France
Il peint beaucoup de toiles ayant pour thème la région de Moret-sur-Loing où il acquiert une maison vers 1930 et puis à La Genevraye.

### Voyages
Maurice Martin a parcouru la France mais aussi la Grèce, la Yougoslavie, le Sud marocain, l’Algérie, la Tunisie, Madagascar, le Sud-Est Asiatique.

## Prix Maurice Martin
Chaque année, lors du salon de peinture de Moret sur Loing et dans le cadre de la Fondation Taylor, un prix est remis à un jeune peintre ayant manifesté un talent manifeste mettant en valeur la peinture paysagiste.[réf. nécessaire]

## Œuvres dans les collections publiques
- Étaples, musée Quentovic d'Étaples : Quai à marée basse, huile sur toile[3]